# Djuppenetrerande bomb
En djuppenetrerande bomb, även kallad bunkerknäckare, är en flygbomb konstruerad för att penetrera hårda mål, eller mål som befinner sig långt under marken. 
Djuppenetrerande bomber har använts sedan andra världskriget då de var förstorade pansarbomber på flera ton med mycket hårt hölje. Numer är de inte större än en konventionell bomb och använder sig av riktad sprängverkan och drivladdningar som en raketbomb för att kunna penetrera tiotals meter av berg och betong. De använder mycket ofta precisionsstyrningssystem.

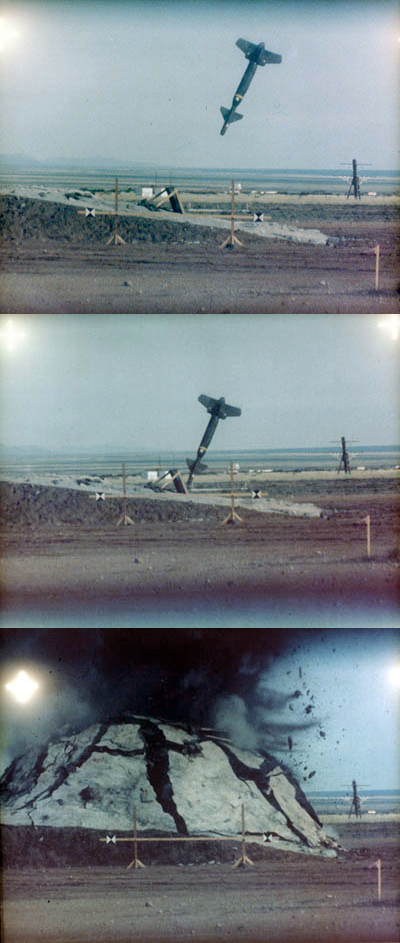
En modern djuppenetrerande bomb testas.

## Olika typer av djuppenetrerande bomber
I kategorin djuppenetrerande bomber ingår:
- "Jordbävningsbomb" (finns ingen svensk term)

Mycket grova bomber som skulle skapa jordbävningar för att skada byggnader under marken.
- Banpenetrerande bomb

En banpenetrerande bomb är en bomb avsedd för bekämpning av flygbaser, mer specifikt en flygbas infrastruktur som rullbanor och taxibanor. I likhet med djuppenetrerande bomber använder de sig av en drivladdning för att penetrera bansystemets hårdgjorda beläggning för att sedan explodera under den. När bomben exploderar knäcker och häver den upp bansystemets beläggning underifrån och skapar på så sätt en bula istället för en krater, vilket är en skadeverkan som är svårare att reparera än en krater som orsakas av en vanlig min- eller sprängbomb. Skillnaden mot djuppenetrerande bomber är att banpenetrerande bomber är mindre och har en lättare sprängladdning och avsedda specifikt för bekämpning av flygbaser, medan djuppenetrerande bomber har ett bredare taktiskt användningsområde.

## Andra världskriget
Under andra världskriget konstruerade engelsmannen Barnes Wallis två bomber som anses vara föregångarna till moderna djuppenetrerande bomber, 5-tons Tallboy och 10-tons Grand Slam, så kallade ”jordbävningsbomber”. De var byggda med en speciellt utförande av bakre delen som fick bomberna att snurra så att de föll fortare än ljudet, och var byggda av extra kraftigt stål så att de kunde penetrera längre ner i marken än vanliga bomber. Skillnaden mellan vanliga bomber och jordbävningsbomberna var att de senare inte behövde träffa rakt på sitt mål, de var konstruerade så att de exploderade under marken och bildade en hålighet som fick de tyngre byggnaderna ovanför att rasa ner i denna.

## Kuwaitkriget
Under Kuwaitkriget (1990–1991) behövde man bomber som kunde slå ut hårdare mål, likt de som engelsmännen använde under andra världskriget, men inga Nato-styrkor hade några sådana vapen. Som en snabblösning konstruerade man bomber med 203 millimeters eldrör från gamla artilleripjäser som hölje. Dessa bomber vägde mer än två ton men innehöll bara 293 kg sprängämnen. De var laserstyrda och visade sig vara effektiva som djuppenetrerande bomber.

## Moderna djuppenetrerande bomber
Dagens djuppenetrerande bomber använder sig av riktad sprängverkan och drivladdningar för att öka genomslaget och hastigheten. Vissa djuppenetrerande bomber har även en kärna gjord av utarmat uran. De kan väga mer än 13 ton, och penetrera mer än 6 meter förstärkt betong. De flesta djuppenetrerande bomber är tidsinställda så att de exploderar efter en viss tid, men vissa nyare modeller använder sig av en mikrofon och en mikrokontroller som räknar antalet våningar som bomben penetrerar och när den når rätt våning exploderar den.[källa behövs]

## Kända djuppenetrerande bomber
- Grand Slam
- Tallboy